# Айман Шавкі
Айман Шавкі Кусова (араб. أيمن شوقي; нар. 9 грудня 1962, Єгипет) — єгипетський футболіст, нападник.

## Клубна кар'єра
Футбольну кар'єру розпочав в александрійському клубі «Ель-Курум». У 1982 році у футболці команди дебютував у Прем'єр-лізі Єгипту. В александрійському клубі виступав протягом двох років, а найбільшим учпіхом Аймана в цей період стало звання найкращого бомбардира Прем'єр-ліги Єгипту в сезоні 1983/84 років. 
У 1984 році перейшов до «Аль-Аглі». У 1987 році разом з каїрським клубом виграв Лігу чемпіонів КАФ (0:0 та 2:0 у фінальному матчі проти «Аль-Хіляля» з Омдурману). П'ятиразовий чемпіон країни (1985–1987, 1989 та 1994) та 5-разовий володар кубку Єгипту (1985, 1989, 1991–1993). Окрім цього в 1984—1986 роках та 1993 роках разом з «Аль-Аглі» вигравав Кубок володарів кубків КАФ.
У 1994 року став гравцем каїрського «Замалека». Виступав у команді протягом двох років. У 1996 році виграв Лігу чемпіонів КАФ (1:2, 2:1 пен. 5:4 у фіналі проти «Шутінг Старз»). Завершив кар'єру футболіста 1996 року.

## Кар'єра в збірній
У футболці національної збірної Єгипту дебютував 1989 року. У 1990 році головний тренер єгипетської збірної Махмуд Ель-Гохарі викликав Алаа для участі в чемпіонаті світу 1990 року в Італії. На цьому турнірі єгиптяни провели 3 матчі групового етапу: з Нідерландами (1:1), з Ірландією (0:0) та з Англією (0:1). Проте в жодному з них Шавкі на поле не виходив. У період з 1989 по 1990 рік зіграв 6 матчів у складі національної команди, в яких відзначився 1 голом.